# Szpadelkowate
Szpadelkowate (Ephippidae)– rodzina głównie morskich ryb okoniokształtnych. Niektóre gatunki występują w wodach słonawych. Spotykane w hodowlach akwariowych.

## Zasięg występowania
Głównie wody oceaniczne strefy tropikalnej, zwłaszcza rafy koralowe.

## Opis
Ciało krótkie, wysokie, silnie bocznie ścieśnione. Duża płetwa grzbietowa i odbytowa. Młode rozwijają się w wodach przybrzeżnych. Ich ubarwienie różni się od ubarwienia dorosłych osobników, co jest związane ze stosowaną przez nie metodą kamuflażu. W obliczu zagrożenia młode szpadelkowate opadają na dno upodabniając się do liści lub owoców drzew mangrowych. W ubarwieniu dorosłych dominują pionowe czarne pasy.

## Klasyfikacja
Rodzaje zaliczane do tej rodziny:
Chaetodipterus – Ephippus – Parapsettus – Platax – Proteracanthus —Rhinoprenes – Tripterodon – Zabidius